# Врочи Кај
Врочи Кај је познати словеначки еротски магазин. Излази од 1989. године као прва словенска ревија за одрасле.